# Jacob Batalon
Jacob Batalon (sinh ngày 9 tháng 10 năm 1996) là nam diễn viên người Mỹ. Anh được biết đến qua vai Ned trong các phim Spider-Man: Homecoming (2017), Avengers: Infinity War (2018), Spider-Man: Far From Home (2019) và Spider-Man: No Way Home (2021).

## Thời thơ ấu
Batalon sinh ra ở Honolulu, bang Hawaii, Mỹ, cha mẹ là người Philippines. Anh có bảy anh chị em: một em trai và một em gái cùng mẹ, ba anh trai và hai chị gái cùng cha.
Anh từng học trường Công giáo St. Anthony, rồi trường trung học Damien Memorial. Sau khi tốt nghiệp, anh vào Cao đẳng Cộng đồng Kapi'olani được một thời gian thì nghỉ và theo học một khóa diễn xuất trong hai năm ở Trường Nghệ Thuật New York (New York Conservatory for Dramatic Arts).

## Sự nghiệp
Vai diễn đầu tiên của Batalon là trong phim điện ảnh North Woods (2016).
Năm 2017, anh có vai đáng chú ý đầu tiên trong Spider-Man: Homecoming, vai Ned, bạn thân của Peter Parker. Anh tiếp tục giữ vai này trong các phim tiếp theo của vũ trụ điện ảnh MCU là Avengers: Infinity War (2018), Avengers: Endgame, Spider-Man: Far From Home (cả hai phát hành năm 2019), và Spider-Man: No Way Home (2021).

## Danh sách phim

### Điện ảnh
| Năm  | Tên phim                    | Vai diễn  | Ghi chú |
| ---- | --------------------------- | --------- | ------- |
| 2017 | Người Nhện: Trở về nhà      | Ned Leeds |         |
| 2018 | Avengers: Cuộc chiến vô cực | Ned Leeds |         |
| 2019 | Avengers: Hồi kết           | Ned Leeds |         |
| 2019 | Người Nhện: Xa nhà          | Ned Leeds |         |
| 2021 | Người Nhện: Không còn nhà   | Ned Leeds |         |
| 2024 | Tarot                       |           |         |